# Obstruction parlementaire
Pour les articles homonymes, voir Obstruction.
L’obstruction parlementaire (parfois connue sous son nom américain filibuster) est une technique parlementaire visant à retarder le plus possible l'adoption d'une loi à l'aide des moyens réglementaires de la chambre. Cette tactique dilatoire peut consister à prononcer délibérément d'interminables discours pour faire obstruction à un débat.

## Origine

### Dans la Rome antique
La technique de l'obstruction était déjà utilisée au Sénat dans la Rome républicaine antique : pour Jules César, « Caton, selon son ancienne habitude, gagnait des jours et des jours en prenant le temps de ses discours ».

## États-Unis

### Obstruction au Sénat
L’obstruction parlementaire est une particularité du Sénat américain. Aucune tactique de ce genre n’est possible à la Chambre des représentants depuis 1842. Aux États-Unis, la technique d’obstruction parlementaire la plus notoire est le filibuster. Ce moyen est utilisé par les membres du Sénat afin d’entraver le vote final d’un projet de loi auquel ils s'opposent en parlant pendant une durée illimitée jusqu’à ce que la majorité abandonne le dit projet. Les règles du Sénat empêchent quiconque d’interrompre un sénateur qui a le droit de parole. Il peut donc parler indéfiniment jusqu’à ce que la proposition d’un vote de clôture, nécessitant soixante votes, y mette un terme. Une autre technique d’obstruction parlementaire au Sénat consiste à proposer continuellement des amendements à un projet de loi. Tous les nouveaux amendements doivent être adoptés individuellement avant le vote final et il faut le consentement unanime des législateurs pour suspendre l’introduction de nouveaux amendements. L’obstruction parlementaire permet à une minorité ou même à un seul individu de retarder la tenue d’un vote final d’un projet de loi.

#### Obstruction moderne
Depuis l’adoption du système à deux vitesses en 1972, le simple fait de menacer d’user de l'obstruction contre un projet de loi, en informant l’intention au chef du parti, a pour effet de remettre le débat sur ce dernier à plus tard afin que le Sénat continue de travailler sur d’autres dossiers. En coulisse, la majorité s’affaire à amasser soixante sénateurs en faveur de la clôture pour passer au vote final. Paradoxalement, l’adoption de ce nouveau système censé faciliter la clôture d’un filibuster a eu pour effet de les rendre plus fréquents.

#### Conséquences de l'obstruction
L’accroissement de la polarisation partisane au Congrès des États-Unis explique en partie l’usage de plus en plus régulier de l’obstruction parlementaire au Sénat. Ayant pour objectif de regagner la majorité dans cette chambre, les partis s’engagent dans des batailles partisanes en utilisant les outils législatifs à leur disposition.
À cause de la menace routinière de l'obstruction, les observateurs de la politique américaine ont pris l’habitude de parler d’une nécessité de soixante votes pour adopter une loi, bien qu’en théorie il n’en faille que cinquante et un. Ainsi, un projet de loi contesté ne sera pas adopté sans une super majorité. On ne soumet donc généralement pas au vote un projet de loi sans avoir l’assurance d’obtenir les soixante votes nécessaires à la clôture du débat. Le filibuster moderne est aussi appelé filibuster silencieux puisqu’il n’est pas nécessaire de parler indéfiniment sur le parquet du Sénat pour bloquer le processus législatif.
Les sénateurs utilisent de plus en plus la réconciliation budgétaire pour contourner l’obstruction parlementaire. Ce processus législatif permet d’éviter qu’un projet de loi ne soit battu par un filibuster puisqu’une simple majorité suffit pour le faire passer. Cependant, la réconciliation budgétaire a été mise en place pour modifier certains éléments budgétaires mineurs d’une loi, des dépenses ou du plafond de la dette. Aujourd’hui, ce processus est utilisé pour rédiger des projets de loi beaucoup plus élaborés, comme la réforme des soins de santé d’Obama (Obamacare). Soumis à la règle de Byrd, les projets de loi sont rédigés afin de correspondre aux critères de cette dernière qui est particulièrement complexe et mal définie. Il en résulte des projets de loi déficients et de moindre qualité.

### Histoire dufilibuster
Le terme anglais filibuster est un dérivé du mot « pirate » en néerlandais, soit vrijbuiter, qui a aussi donnée en français « flibustier ». Au XIXe siècle, le terme anglais filibusterer ou flibustier désignait les Américains qui incitaient les populations d’Amérique centrale à la révolution. À partir de 1850, le terme filibuster a été popularisé pour désigner ce type de stratégie d’obstruction parlementaire spécifique au Sénat des États-Unis. Lors du 1er Congrès des États-Unis, le Sénat a adopté la motion de la question préalable. Contrairement à son usage législatif habituel permettant de clore le débat et de passer au vote, la question préalable a plutôt été utilisée afin de remettre le débat à plus tard. Le filibuster, quant à lui, n’était pas prévu par les règles et procédures du Sénat original. Contrairement à la croyance populaire, les Pères fondateurs n’ont jamais envisagé le filibuster comme caractéristique procédurale du Sénat.

#### Création accidentelle
En 1806, d’après les recommandations d’Aaron Burr (alors vice-président des États-Unis), le Sénat a abandonné la motion de la question préalable. Étant le seul moyen de clore le débat et de contraindre un sénateur à se taire, l’abandon de cette règle a institué le débat illimité jusqu'en 1917. Le filibuster est devenu possible grâce à ce changement de procédure.
Ce n’est que 35 ans plus tard, en mars 1841, que le débat illimité a été exploité à des fins d’obstruction parlementaire. Ce premier filibuster a duré six jours. Quelques mois plus tard, face à une minorité démocrate menaçant d’user de l’obstruction à l’égard d’une loi sur la deuxième Réserve fédérale des États-Unis, Henry Clay proposa de modifier les règles du Sénat pour permettre à la majorité de clore le débat. Cette proposition ne sera pas acceptée. Caractéristique du fonctionnement du Sénat de l’époque, la minorité utilisait le filibuster afin de retarder l’agenda législatif de la majorité plutôt que pour empêcher son adoption.
La Chambre des représentants est également visée par les filibusters. En 1888, les Républicains profitent de l'élection de Benjamin Harrison pour contrôler la Chambre avec une marge très réduite, Thomas Brackett Reed supprime les possibilités d'obstruction.

#### Adoption de la motion de clôture
En 1917, la question de la participation des États-Unis à la Première Guerre mondiale divisait les sénateurs. Les démocrates organisèrent de nombreuses obstructions afin d’empêcher le vote final d'une loi proposant d’armer des navires américains contre les sous-marins allemands. Cette obstruction parlementaire dura plus de vingt-trois jours et aboutit finalement à l'abandon de ce projet de loi. Face à cet échec, le président Wilson eut recours à un ordre exécutif en forme simplifiée pour armer les navires américains et convoqua une session extraordinaire du Congrès. Le Sénat établit un compromis en modifiant ses règles pour permettre la limitation du débat. Le 8 mars 1917, le Sénat adopta la règle XXII, mettant en place une motion de clôture, conditionnellement à l’appui d’une super majorité de sénateurs présents (soit le deux tiers), tout en préservant la tradition du débat illimité au Sénat.
La motion de clôture a été utilisée à quarante-neuf reprises pour mettre fin aux débats, mais n’a fonctionné que quatre fois. En 1949, le Sénat modifia ses règles pour que le vote de clôture requière une super majorité des deux tiers de la Chambre en entier. Dix ans plus tard, le règlement fut révisé pour revenir à sa forme de 1917. En 1957, durant les débats concernant la loi sur les droits civiques, les démocrates du sud (surnommés les Dixiecrat) usèrent de l'obstruction pour empêcher la tenue du vote final. Pour éviter une situation similaire dans l’avenir, Mike Mansfield, le chef de la majorité, entreprit de modifier les règles procédurales du Sénat afin de mettre en place un système à deux vitesses. Institué en 1972, ce système a permis au Sénat de continuer à considérer d’autres projets de loi, évitant ainsi d’être complètement paralysé par un filibuster. En 1975, la règle XXII fut de nouveau modifiée pour permettre de clore le débat conditionnellement à un vote de soixante sénateurs (soit les trois cinquièmes). À la suite de cette modification, il fallait aussi attendre deux jours après le début d’un filibuster pour invoquer la clôture, une pétition signée par soixante sénateurs en faveur de la motion, deux jours d’attente pour voter ainsi qu’une période de trente heures avant le vote final du projet de loi.

### Procédures pour éliminer l'obstruction
Le terme « option nucléaire » ou option constitutionnelle se réfère à une stratégie visant à modifier les règles procédurales du Sénat afin d’abaisser le nombre de votes nécessaires pour mettre un terme à un filibuster seulement lors de la confirmation des nominations présidentielles. Une telle modification a pour effet de réduire le nombre de votes nécessaires pour clore le débat d’une super majorité de soixante à une simple majorité de cinquante et un.
En 2003, après l'obstruction victorieuse des démocrates à l’encontre de la confirmation de Miguel Estrada, nommé par le président W. Bush pour siéger à la cour d'appel fédérale du district de Columbia, plusieurs sénateurs républicains voulurent mettre un terme à cette stratégie parlementaire qui, selon eux, était utilisée de manière abusive par les démocrates pour bloquer les nominations judiciaires. L'expression « option nucléaire » a été utilisée pour la première fois par le sénateur Trent Lott, alors leader de la majorité républicaine, puisqu’une telle modification des règles et des procédures du Sénat aurait, selon lui, été explosive. L’usage de l’option nucléaire est devenu envisageable après les élections de 2004, lorsque les républicains acquirent une majorité de cinquante-cinq sénateurs puisque les règles et les procédures du Sénat peuvent seulement être modifiées avec une majorité simple. Une telle modification aurait enlevé tout pouvoir de contestation aux démocrates, diminuant grandement le pouvoir de la minorité. Pour mettre un terme au litige, un groupe de quatorze sénateurs (sept de chaque parti surnommé « The gang of 14 ») se mirent d’accord pour trouver une solution alternative. Les sept démocrates promirent de ne pas employer le filibuster sauf en cas de circonstances extraordinaires. En échange, les sept républicains s'engagèrent à ne pas voter en faveur de "l’option nucléaire". Trent Lott regretta plus tard d’avoir envisagé de modifier les règles et les procédures du Sénat : « Je persiste à croire que le Sénat est une institution unique et que les règles, aussi lourdes et difficiles soient-elles, valent mieux que de simplement en faire une autre chambre de représentants ».

#### Modifications des procédures en 2013
De 2009 à 2013, la présidence Obama fit face selon ses dires à une obstruction sans précédent dans l'histoire du pays, ses cinq ans de mandats concentrent la moitié des filibuster historiques,. Face à l’incapacité de surmonter ces obstructions répétées, les démocrates menacèrent l’opposition républicaine de modifier les règles procédurales.
Le 21 novembre 2013, le Sénat vota en faveur de l’élimination du filibuster lors de confirmation des nominations exécutives et judiciaires, sauf exception des juges à la Cour suprême. Face à l’obstruction des républicains à l’égard des nominations du président Obama, Harry Reid (alors chef de la majorité démocrate) affirmait : « Le besoin de changement est tellement évident. C’est clairement visible. Il est manifeste que nous devons faire quelque chose pour changer les choses ». Cette mesure fut approuvée par un vote de cinquante-deux en faveur et quarante-huit contre (suivant les lignes partisanes). Le président Obama a d’ailleurs appuyé cette mesure en affirmant que ce changement était nécessaire et en considérant l’obstruction sans précédent au Sénat.

#### Modifications des procédures en 2017
Moins d’un mois après son investiture, le président Trump annonça qu’il nommait Neil Gorsuch pour siéger à la Cour suprême des États-Unis. Convaincu que les démocrates bloqueraient la nomination du candidat à cause de la controverse de Merrick Garland l’année précédente, le président Trump encouragea Mitch McConnell, chef de la majorité du Sénat, à utiliser "l’option nucléaire" pour assurer la confirmation du candidat. Le 6 avril 2017, après qu’une quarantaine de démocrates eurent invoqué leur intention de voter contre la nomination de Neil Gorsuch, les républicains usèrent de "l’option nucléaire" pour assurer la confirmation du candidat. Le vote de clôture fut abaissé à une majorité simple pour mettre fin à un filibuster dans le cas de confirmation à la Cour suprême. Cette modification des procédures fut acceptée par cinquante-deux sénateurs contre quarante-huit (suivant les lignes de parti). La confirmation des juges à la Cour suprême était jusqu’alors la seule exception à la limitation du filibuster lors de confirmations par le Sénat.

### Records des plus longues obstructions
Le record du plus long filibuster de l’histoire américaine est détenu par Cory Booker, sénateur démocrate du New Jersey, qui pris la parole le 31 mars 2025 pendant 25 heures et cinq minutes. Ce discours était une forme de protestation contre les politiques de Donald Trump lors de son second mandat. Durant son intervention, Booker est resté debout à son pupitre, répondant aux questions des autres sénateurs sans faire de pause pour dormir ou manger, en respectant les règles strictes du filibuster.
Le record était précédemment établi par Strom Thurmond, un sénateur de la Caroline du Sud. Le 28 août 1957, il prit la parole pendant vingt-quatre heures et dix-huit minutes au Sénat afin d’empêcher un vote à l’égard de la loi sur les droits civiques. Il récita plusieurs écrits historiques tels que la déclaration d’indépendance, la Déclaration des droits et le discours d’adieu de George Washington. Afin de ne pas avoir à quitter le parquet du Sénat et céder son droit de parole, Thurmond se serait préparé en prenant des bains de vapeur pour évacuer l’excès de liquide de son corps et ainsi éviter d’aller aux toilettes.
Le troisième plus long filibuster fut réalisé par le sénateur de l'État de New York, Alfonse d’Amato, en 1986. Il prit la parole pendant vingt-trois heures et trente minutes pour s’opposer à un amendement du Defense Authorization Act. Ce sénateur était connu pour sa propension à user de l'obstruction. Il a chanté la chanson South of the Border (Down Mexico Way). Ironiquement, il tentait d’empêcher la délocalisation d’une usine au Mexique, ce qui aurait fait perdre 750 emplois dans son État.
Le quatrième plus long filibuster fut réalisé en 1953 par le sénateur Wayne Morse de l’Oregon. Surnommé "le tigre du Sénat", il parla pendant plus de vingt-deux heures et vingt-six minutes pour bloquer le vote d’un projet de loi concernant le pétrole riverain de son État. Cette obstruction était à l'époque la plus longue jamais entreprise au Sénat.

### Culture populaire
Cette technique est illustrée au cinéma par le film Monsieur Smith au Sénat, mais également dans la série À la Maison-Blanche, lors de l'épisode 17 de la saison 2, où un sénateur espère retarder un vote en lisant notamment un livre de recettes, ou encore dans la série Scandal, épisode 9 de la saison 5, où Mellie Grant, sénatrice de Virginie et ancienne Première dame, use de cette technique pour garantir le financement du planning familial.

## Autres pays

### France
La technique généralement employée est celle de la « bataille d'amendements », qui consiste à déposer un nombre extrêmement élevé d'amendements presque identiques et à exiger la discussion de chacun d'entre eux devant le Parlement. Il est également possible pour chaque député de déposer des amendements identiques individuellement. L'objectif de l'opposition est généralement de forcer le Premier ministre à intervenir en utilisant l'article 49, alinéa 3, généralement impopulaire jusque dans les rangs de la majorité, les députés, quels qu'ils soient, tenant aux prérogatives du Parlement.
En février 2003, l'opposition de gauche et l’UDF déposèrent 13 000 amendements pour tenter de contrer la réforme des modes de scrutin régional et européen.
En juin 2003, lors du débat sur le financement des retraites, le groupe communiste déposa plus de 6 000 amendements en commission des lois.
Le record absolu est détenu à l'été 2006 par les socialistes et les communistes contre le projet de loi relatif au secteur de l'énergie, en déposant 137 449 amendements, (dont 43 725 pour le Parti socialiste et 93 676 pour le Parti communiste), soit six fois le nombre d'amendements traités chaque année. Selon l'ancien président de l'Assemblée nationale, Jean-Louis Debré, il aurait fallu plus de 500 jours à l'Assemblée siégeant 24 heures sur 24 pour tous les examiner. D'après la chaîne d'information i-Télé, le coût de la duplication de ces propositions d'amendements (afin que chaque député présent puisse avoir une copie de chaque amendement) se serait élevé à environ 500 000 euros représentant quatre fois la hauteur de la tour Eiffel. Pour obtenir autant d'amendements sans doublon, l'opposition parlementaire (PS et le PCF) avaient généré automatiquement certains de ces amendements par des moyens informatiques.
En 2020, une nouvelle obstruction a eu lieu contre le projet de loi relatif au système universel de retraite avec le dépôt de plus de 19 000 amendements de la part du groupe La France Insoumise lors de l'examen du texte par la Commission des Lois. La commission ne parvient pas à examiner tous les amendements dans les délais. Le texte est donc présenté, dans sa version initiale, en séance plénière mais plus de 36 000 amendements sont déposés par les groupes La France insoumise et Gauche démocrate et républicaine. Au total, 40 000 amendements ont été déposés ce qui en fait la deuxième plus grosse obstruction parlementaire. Face à cela, le Premier Ministre décide d'utiliser le troisième alinéa de l’article 49 de la Constitution, ce qui permet une adoption du texte sans vote et sans poursuite de l’examen des amendements. Puis, à cause d'un large mouvement social opposé à la réforme et de l'avènement de la pandémie de COVID-19, Emmanuel Macron annonce la suspension de toutes les réformes, dont celle des retraites.
Le tableau ci-dessous illustre l'évolution de l'utilisation des amendements durant la Cinquième République.
| Législature | Majorité | Amendements | Moyenne mensuelle |
| ----------- | -------- | ----------- | ----------------- |
| 1959-1962   | Droite   | 4 564       | 130,4             |
| 1962-1967   | Droite   | 7 791       | 152,8             |
| 1967-1968   | Droite   | 1 143       | 81,6              |
| 1968-1973   | Droite   | 10 583      | 192,4             |
| 1973-1978   | Droite   | 13 753      | 233,1             |
| 1978-1981   | Droite   | 9 406       | 241,8             |
| 1981-1986   | Gauche   | 38 997      | 684,2             |
| 1986-1988   | Droite   | 11 509      | 426,3             |
| 1988-1993   | Gauche   | 34 091      | 608,8             |
| 1993-1997   | Droite   | 43 437      | 905,0             |
| 1997-2002   | Gauche   | 50 957      | 863,7             |
| 2002-2007   | Droite   | 212 449     | 4 249,0           |

Une autre technique consiste à demander de nombreuses suspensions de séance pour ralentir l'adoption du texte.

### Italie
On pratique aussi l'obstruction dans la Rome moderne.